# Новогодишње венчање
Новогодишње венчање је српски телевизијски филм из 2002. године. Режирао га је Здравко Шотра, а сценарио је написао Миодраг Караџић.

## Улоге
| Глумац                  | Улога                        |
| ----------------------- | ---------------------------- |
| Анита Манчић            | Надежда „Нада“ Петровић      |
| Петар Краљ              | Никола                       |
| Дара Џокић              | Милица - Николина жена       |
| Тања Бошковић           | Тања - Зоранова жена         |
| Борис Комненић          | Зоран - Николин и Надин брат |
| Светислав Гонцић        | Миле - Савкин брат           |
| Душанка Стојановић      | Савка                        |
| Драгомир Чумић          | Стеван                       |
| Горан Даничић           | Петар „Пера“ Маринковић      |
| Горан Јевтић            | Милан - Николин син          |
| Катарина Јанковић       | Ива - Николина ћерка         |
| Александар Хрњаковић    | Возач аутобуса               |
| Предраг Панић           | Надин кум                    |
| Михајло Бата Паскаљевић | Петров кум                   |
| Јосиф Татић             | Матичар                      |
| Лора Орловић            |                              |
| Бојан Настасић          |                              |
| Ранка Јовановић         |                              |
| Лела Јововић            |                              |
| Зденка Митровић         |                              |
| Зоран Митровић          |                              |
| Марија Опшенова         |                              |
| Зденка Турковић         |                              |
| Тамара Вукчевић         |                              |